# Агасарян, Нарек
Нарек Агасарян (арм. Նարեկ Աղասարյան; 15 июля 2001 года, Пятигорск, Ставропольский край, Россия) — армянский футболист, полузащитник клуба «Урарту».

## Клубная карьера
В семилетнем возрасте начал заниматься в академии клуба «Бананц». В 2019 году на правах двухлетней аренды присоединился к возрождённому ЦСКА. Дебютировал 8 августа в первой игре клуба в Первой лиге против «Локомотива», выйдя в стартовом составе. Первыми результативными действиями отметился 16 августа, отдав пас на гол Жирайра Шагояна в ворота «Арагаца», а позже забив самому. 24 сентября в матче с «Алашкерт-2» впервые в карьере оформил дубль. 10 марта 2020 года на матч против «Дилижана» впервые вывел команду в качестве капитана. Сезон 2019/20 ЦСКА закончил на четвёртом месте, а уже в следующем боролся за победу в лиге: клуб одержал 14 побед подряд в начале. Сам Агасарян в первых пяти играх отдал четыре голевые передачи. Сезон клуб закончил на втором месте, что позволило получить повышение в Премьер-лигу.
Летом 2021 года вернулся в «Урарту». Дебютировал 8 июля в матче первого квалификационного раунда Лиги конференций против «Марибора», выйдя в стартовом составе. В чемпионате дебютировал 1 августа в игре с «Нораванком», выйдя в старте. Первое результативное действие оформил 17 ноября, отдав передачу на первый гол Жонеля Дезире в ворота ЦСКА. Первый гол забил 16 апреля 2022 года в ворота чаренцаванского «Вана»; перед этим помог отличиться Артуру Мираняну. Трижды с клубом доходил до финала Кубка Армении: в 2022, в 2023 и в 2024 годах, однако трофей смог завоевать только в 2023 году. В том же сезоне помог клубу завоевать второе чемпионство в истории.

## Карьера в сборной
Первый вызов в сборную до 17 лет получил 7 октября 2017 года на матчи квалификации к Евро 2018. Дебютировал 13 октября в игре со сборной Чехии. Отыграл все три матча группы.
Впервые в сборную до 19 лет был вызван 18 марта 2019 года на товарищеские матчи против сборной Латвии, дебютировал спустя четыре дня, заменив на 60-й минуте Сергея Мкртчяна. Единственный гол за сборную забил 21 августа в ворота сборной Ливана, реализовав пенальти. В составе сборной участвовал в квалификации к Евро 2020.
Первый вызов в молодёжную сборную получил 7 сентября 2020 года. Дебютировал на следующий день в товарищеском матче против сборной Люксембурга, заменив на 64-й минуте Нарека Григоряна. В составе сборной участвовал в квалификации к Евро 2021, сыграв в девяти из десяти играх группового этапа.
9 ноября 2023 года получил первый вызов в первую сборную на заключительные матчи квалификации к Евро 2024 против сборных Уэльса и Хорватии, однако из-за травмы не смог отправиться с командой на сборы.

## Достижения
«Урарту»
- Чемпион Армении: 2022/23
- Обладатель Кубка Армении: 2023
- Финалист Кубка Армении (2): 2022, 2024